# Lábrea
Lábrea là một đô thị thuộc bang Amazonas, Brasil. Đô thị này có diện tích 68229,01 km², dân số năm 2007 là 36656 người, mật độ 0,54 người/km².